# Rebecca Handke

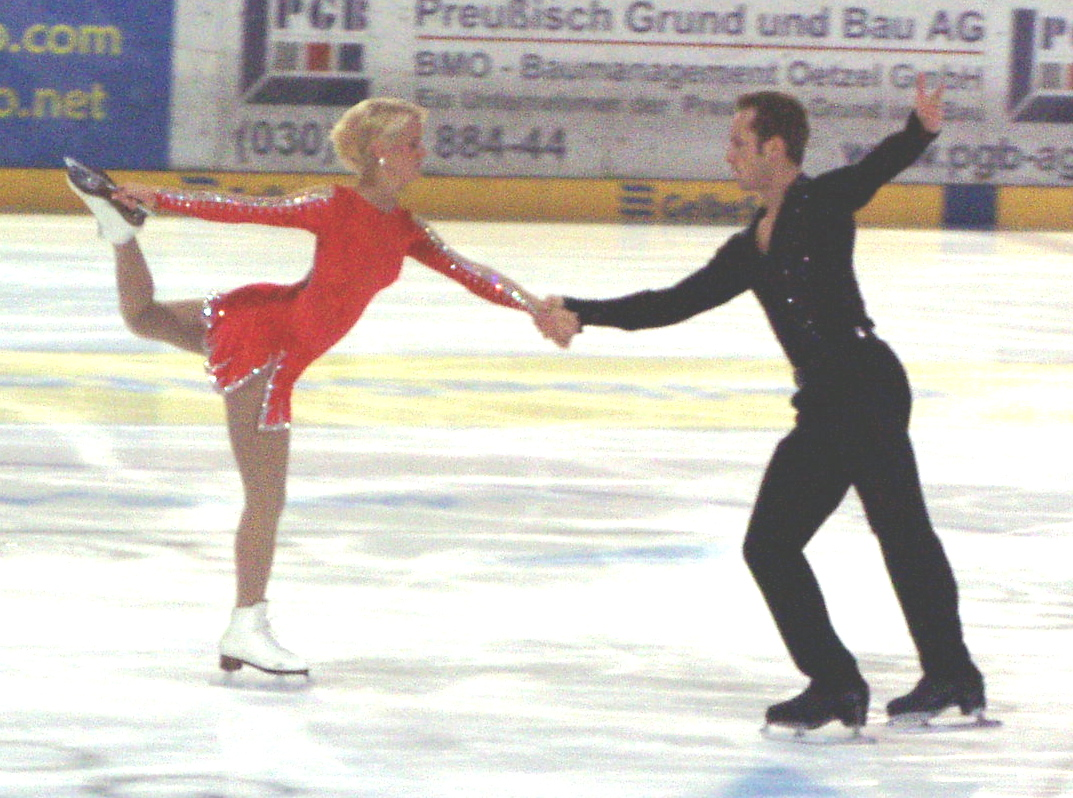
Rebecca Handke / Daniel Wende op het NK 2006

Rebecca Handke (Soest, 2 oktober 1986) is een Duitse kunstschaatsster.
Handke was actief in het paarrijden met haar sportpartner Daniel Wende van 2003-2007 en zij werden gecoacht door Knut Schubert.

## Persoonlijke records
Met Daniel Wende
| Hoogste totaalscore | 135.19 | 26-01-2005 | EK 2005 |
| Hoogste korte kür   | 49.24  | 25-01-2005 | EK 2005 |
| Hoogste lange kür   | 85.95  | 26-01-2005 | EK 2005 |

## Belangrijke resultaten
| Kampioenschap           | 2002 | 2003 | 2004 | 2005   | 2006   | 2007 |
| ----------------------- | ---- | ---- | ---- | ------ | ------ | ---- |
| Europees Kampioenschap  |      |      | 10e  | 6e     | 8e     | 12e  |
| WK Junioren             |      | 13e  | 11e  | tzt    | tzt    |      |
| Nationaal Kampioenschap |      |      | 4e   | Zilver | Zilver |      |
| NK Junioren             | *    | Goud | Goud |        |        |      |

* = novice; tzt = trokken zich terug